# Pseudoclanis occidentalis
Pseudoclanis occidentalis là một loài bướm đêm thuộc họ Sphingidae. Nó được tìm thấy ở Sierra Leone, Bờ Biển Ngà, Ghana, Cameroon, Gabon, Cộng hòa Trung Phi và Kenya.